# Tidjan Keita
Tidjan Keita (Parigi, 30 novembre 1996) è un cestista francese con cittadinanza guineana.

## Carriera
Con la Guinea ha disputato il Campionato africano maschile di pallacanestro 2021.